# Marie Osmond

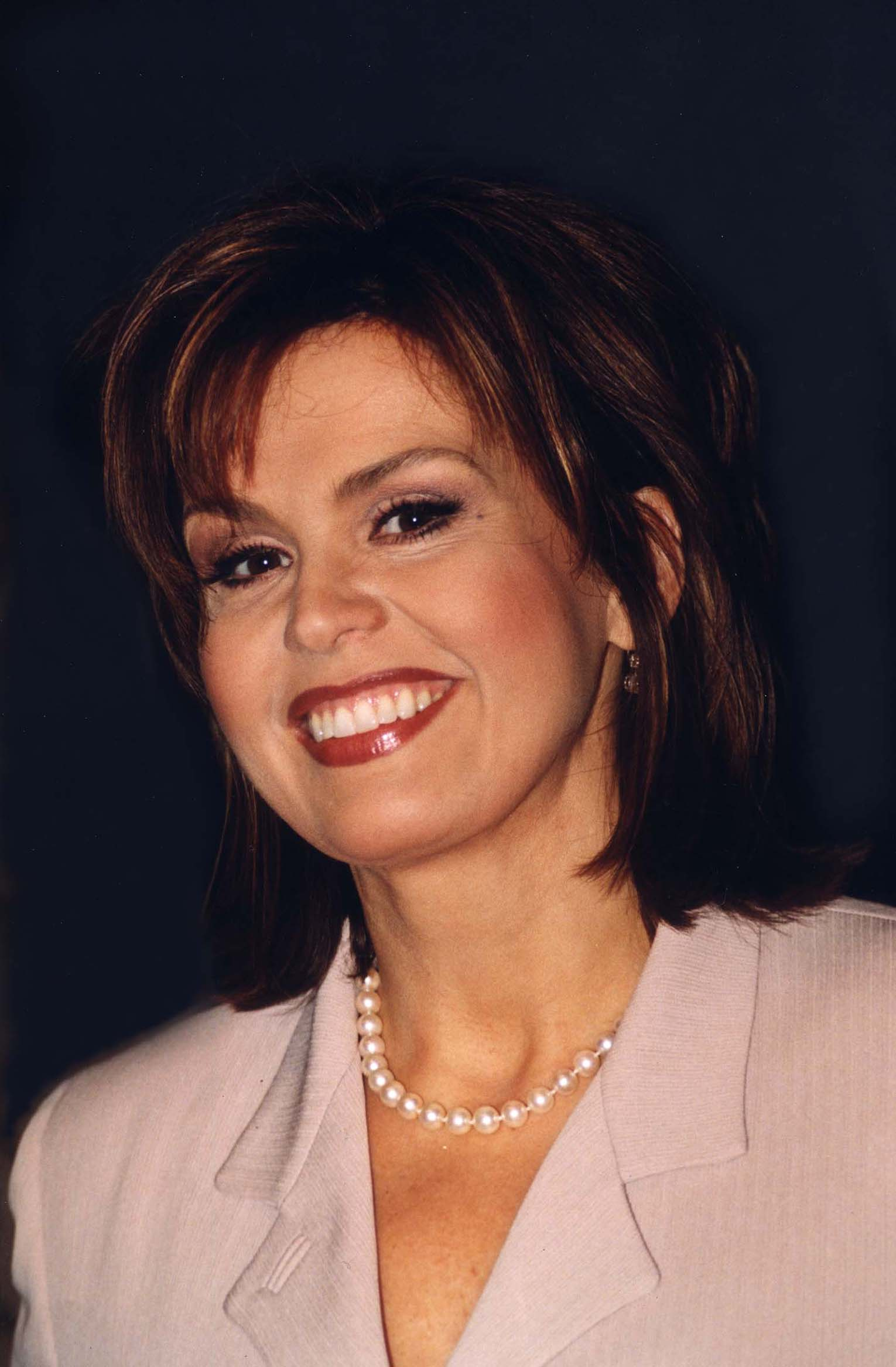
Marie Osmond em 1999

Olive Marie Osmond (nascida em 13 de outubro de 1959) é uma cantora, atriz, autora, filantropa e apresentadora da família do show business the Osmonds. Embora nunca tenha feito parte do grupo de cantores de sua família, ela obteve sucesso como artista solo de música country nas décadas de 70 e 80. Sua música mais conhecida é um remake da balada country pop "Paper Roses". De 1976 a 1979, ela e seu irmão cantor Donny Osmond apresentaram o programa de televisão Donny &amp; Marie. Em 9 de setembro de 2019, Osmond estreou como nova apresentadora do The Talk.

## História
Olive Marie Osmond nasceu em Ogden, Utah, a oitava de nove filhos (e a única filha) nascida de Olive May (née Davis; 1925 – 2004) e George Virl Osmond (1917 – 2007). Ela foi criada como Mórmon. Seus irmãos são Virl, Tom, Alan, Wayne, Merrill, Jay, Donny e Jimmy Osmond. Desde tenra idade, seus irmãos construíram carreira no show business, cantando e se apresentando na televisão nacional. Marie estreou como parte do ato de seus irmãos no Andy Williams Show quando tinha quatro anos, mas não esteve muitas vezes entre seus irmãos nas apresentações de televisão do grupo nos anos 60.

## Carreira musical

### Década de 70
Além de seus dois irmãos mais velhos (que são surdos), Marie foi a única da família a não entrar para o negócio da música. Após o sucesso inicial dos Osmonds em 1970, Donny ganhou sucesso como artista solo nas paradas musicais populares e tornou-se um ídolo adolescente. Os agentes dos Osmonds convenceram Marie a gravar um álbum, ao que ela assinou com a gravadora da família, MGM/Kolob Records, e começou a fazer shows com seus irmãos. Seu estilo era mais voltado para a música country, em contraste com seus irmãos, que estavam tocando música pop contemporânea na época.
Em 1973, Marie lançou seu primeiro single como artista solo, intitulado Paper Roses. A gravação chegou a sucesso country nº 1 e ao Top 5 nas paradas da Billboard magazine, tornando-se um sucesso crossover. Paper Roses conquistou um disco de ouro, assim como o álbum de mesmo nome. Marie lançou outro single, In My Little Corner of the World, e um álbum de mesmo nome em 1974; tanto a faixa quanto álbum entrando no country Top 40 da Billboard no mesmo ano. A faixa que deu nome a seu álbum seguinte, Who's Sorry Now, lançada em 1975, chegou a nº 40. Adicionalmente, em 1974, Marie gravou dois duetos pop com seu irmão Donny: I'm Leaving It All Up to You e Morning Side of the Mountain. A primeira faixa foi um sucesso country Top 20, e ambas chegaram ao Top 10 das paradas pop.
Em 1977, Marie lançou seu quarto álbum de estúdio, intitulado This Is The Way That I Feel. O novo álbum divergia largamente de seus covers anteriores de hits de artistas country e seguiu uma direção mais pop. Incluiu músicas que foram escritas para ela, bem como músicas que foram escritas pelos Bee Gees. Apenas duas faixas do álbum foram lançadas como singles.

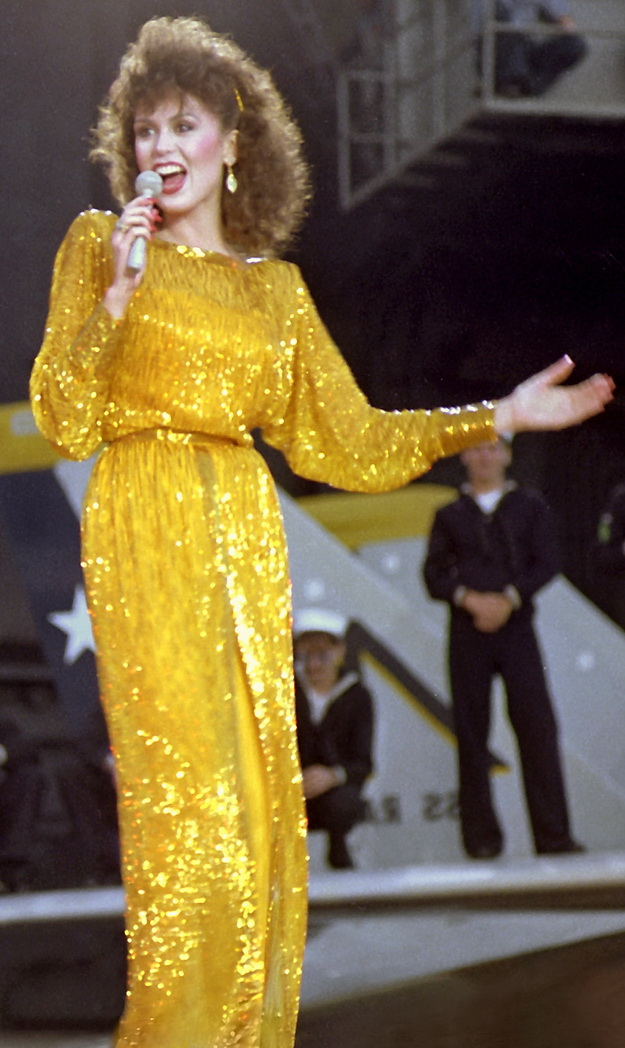
Cantando a bordo do USS Ranger, durante um show especial de Suzanne Somers, 1981

Em 1984, Osmond lançou um single na RCA Records chamado Who's Counting, que só chegou ao nº 82 nos Hot Country Singles da Billboard. O single foi tocado no ar por algumas semanas.
Marie voltou à música country como artista solo, assinando um contrato conjunto com a Capitol Records e a Curb Records, reunindo-a com Mike Curb, que foi o principal fator no sucesso da família no início dos anos 1970. Em 1985, ela gravou seu primeiro álbum de estúdio em quase sete anos, There's No Stopping Your Heart. Este álbum teve quatro singles, com dois alcançando a primeira posição nas paradas do país. As músicas se concentraram principalmente no popular estilo "countrypolitan". A parceria bem-sucedida com Dan Seals criou um sucesso número 1 nas paradas nacionais intitulado Meet Me in Montana. O single seguinte foi a faixa-título, There's No Stopping Your Heart, que também alcançou a primeira posição no início de 1986. O single final, <i id="mwYQ">Read My Lips</i>, tornou-se um sucesso do Top 10.
O álbum seguinte, lançado em 1986, foi intitulado I Only Wanted You. Marie atingiu o número 1 novamente com um dueto com Paul Davis intitulado You're Still New to Me. O segundo single foi a faixa-título I Only Wanted You, que chegou ao Top 20. Os dois singles adicionais, <i id="mwbQ">Everybody's Crazy 'Bout My Baby</i> e <i id="mwbw">Cry Just a Little</i>, não tiveram o mesmo sucesso.
Em 1988, Marie lançou o álbum All in Love, e no ano seguinte, mais um álbum, Steppin' Stone. Ambos os álbuns falharam em obter sucesso nas paradas da Billboard devido à mudança de estilo da música country; o country neotradicional crescia às custas de artistas pop do país, como eram os Osmonds. Em 1991, novas mudanças na indústria da música country efetivamente encerrariam sua carreira como intérprete relevante. Steppin' Stone seria seu último álbum country dos anos 80.

### Década de 90
Marie lançou apenas uma música que chegou às paradas em 1995, What Kind of Man (Walks On a Woman).

### Anos 2000
Em novembro de 2010, ela lançou o álbum I Can Do This, cheio de baladas e destacando sua amplitude vocal na música Pie Jesu. O álbum continha 14 faixas e todos os lucros foram doados aos hospitais da Children's Miracle Network.

### Anos 2010
O último trabalho de Marie Osmond, Music Is Medicine, foi anunciado por meio de uma campanha de mídia social no final de 2015. A varejista on-line Amazon, juntamente com o iTunes da Apple e o gigante Walmart, lançaram o álbum em 15 de abril de 2016, tanto em CD quanto em formato digital. Um lançamento exclusivo da Amazon de uma edição autografada em vinil foi disponibilizado em 18 de novembro de 2016. Este foi o primeiro novo álbum de Marie em cinco anos, e foi produzido por Jason Deere, com quem ela havia trabalhado no passado. Artistas convidados adicionais foram Marty Roe, Olivia Newton-John, Sisqó, John Rich e Alex Boyé. O álbum foi lançado pela gravadora Oliveme LLC, da própria Marie Osmond.
Os principais álbuns da Billboard na semana de 7 de maio de 2016 listaram Music Is Medicine como uma nova entrada na décima posição, marcando o primeiro retorno de Marie às paradas nacionais desde o final dos anos 80.
Em 27 de março de 2016, um vídeo para a música Then There's You foi lançado no site de vídeos da Internet Vevo; e recebeu quase 200.000 visualizações em menos de 48 horas. Em 13 de abril de 2016, o vídeo da faixa-título também foi lançado no Vevo; filmado com pacientes do Children's Miracle Hospitals.
Uma música foi originalmente planeada contando com uma participação do grupo country Diamond Rio e intitulada More You. Uma música adicional intitulada Got Me Cuz He Gets Me desapareceu na data de lançamento, fazendo com que o total de faixas fosse 10 em vez das 12 listadas originalmente. A Amazon postou um alerta de produto informando "Esta lista de faixas está incorreta. Enquanto trabalhamos para atualizá-la, consulte a lista de faixas digital." Até a data de lançamento, não estava claro se essas duas faixas estariam disponíveis posteriormente.

## Carreira de atriz

### Televisão
Em 1975, Marie Osmond e seu irmão Donny apresentaram um programa de variedades especial, que mais tarde foi escolhido no meio da temporada como um show de variedades semanal e começou a ser exibido em 1976 como Donny &amp; Marie, e foi exibido na ABC até 1978 antes de ser renomeado The Osmond Family Hour em 1979. O primeiro filme feito para TV em que Marie esteve foi The Gift of Love, que foi ao ar originalmente pela ABC em 5 de dezembro de 1978. O filme foi vagamente baseado na história "O Presente dos Reis Magos," de O. Henry. Sua co-estrela no filme foi Timothy Bottoms e ela recebeu seu primeiro beijo televisivo neste filme. No ano seguinte, Osmond estrelou um piloto de sitcom intitulado Marie, que não chegou ao cronograma da nova temporada. Em 1980, ela apresentou seu próprio programa de variedades na NBC, também intitulado Marie, que durou apenas meia temporada.
Marie teve um papel menor no filme Rooster, feito para a TV em 1982, interpretando a irmã Mae Davis. No ano seguinte, ela estrelou o filme de televisão I Married Wyatt Earp, interpretando a esposa de Earp, Josephine 'Josie' Marcus. Em 1984, Osmond dublou dois personagens animados – The Nursery Magic Fairy/Velveteen Rabbit em <i>The Velveteen Rabbit</i> e Rose Petal no curta de TV intitulado <i>Rose Petal Place</i> e mais tarde no filme de TV Rose Petal Place: Real Friends. Osmond teve um papel recorrente por duas temporadas como co-apresentadora ao lado de Jack Palance na série de documentários da ABC Ripley's Believe It or Not! de 1985 a 86, substituindo a filha de Palance, Holly. Ela introduziu e narrou segmentos com base nas viagens e descobertas do caçador de curiosidades Robert Ripley. Depois disso, a cantora interpretou sua mãe, Olive, no filme de televisão <i>Side by Side: The True Story of the Osmond Family</i>. O filme foi produzido por seu irmão mais novo, Jimmy Osmond.
Ela voltou à televisão no seriado Maybe, produzido pela ABC em 1995, no papel de Julia Wallace, uma mãe solteira divorciada. O elenco incluía Betty White, que interpretou sua mãe, e a então jovem Ashley Johnson, que interpretou sua filha. A série passava-se em uma cafeteria que mostrava as três mulheres na vida cotidiana. Em 1998, ela dublou a personagem da rainha em <i>Buster &amp; Chauncey's Silent Night</i>.
Marie e seu irmão apresentaram um talk show de 60 minutos por três temporadas, de setembro de 1998 a maio de 2000, chamado <i>Donny &amp; Marie</i>. O programa foi produzido por Dick Clark e contou com notícias, comentários sobre os eventos atuais e convidados do mundo do entretenimento, além de segmentos destacando os talentos da dupla. Em 2006, ela foi juíza convidada no reality show de celebridades da Fox Celebrity Duets, produzido por Simon Cowell. No mesmo ano, foi noticiado pela revista Entertainment Tonight que Marie se juntaria ao elenco de The Bold and the Beautiful, a novela diurna da CBS, mas ela nunca apareceu.
No dia 1º de outubro de 2012, ela estreou um programa de variedades intitulado Marie para um recorde de 320.000 espectadores no Hallmark Channel. Esta foi a primeira vez que ela deteve o título de produtora executiva, e eles tiveram uma série de 150 episódios. Mais tarde, o programa entrou em reprise no canal Reelz antes de ser cancelado em 2013. De 2013 a 2019, Marie foi uma participante regular no programa diurno da CBS <i>The Talk</i> em mais de 90 episódios, sempre que o apresentador regular estava fora. Em maio de 2019, foram confirmados os rumores de que, para a décima temporada do programa, Marie se juntaria ao painel em tempo integral, substituindo Sara Gilbert quando ela partisse no final da nona temporada.
Marie fez sua estréia no The Talk em 9 de setembro de 2019, durante a estréia da 10ª temporada, quando se juntou a Eve, Sheryl Underwood, Sharon Osbourne e Carrie Ann Inaba.

### Rádio
Em 2004, Osmond teve um programa de rádio distribuído para estações contemporâneas adultas, Marie and Friends, que foi cancelado após 10 meses.

### Filmes
Em outubro de 1978, ela e Donny lançaram seu filme Goin' Coconuts (originalmente intitulado Aloha Donny & Marie), que não foi um sucesso financeiro.

### Broadway
Em meados da década de 90, Marie teve um período bem-sucedido apresentando-se em musicais da Broadway. Ela apareceu como atriz principal interpretando Anna Leonowens junto com Kevin Gray (como o rei de Sião) na produção de 1994-95 de O Rei e Eu e em 1997, estrelou em The Sound of Music, de Rodgers e Hammerstein, como Maria. A produção esgotou em muitas grandes cidades e recebeu críticas brilhantes.
Marie e Donny produziram um musical de Natal chamado Donny & Marie – A Broadway Christmas, que estava originalmente programado para ser apresentado na Broadway no Marquis Theatre de 9 a 19 de dezembro de 2010. O show foi prorrogado até 30 de dezembro de 2010, e depois novamente até 2 de janeiro de 2011.
O especial de Natal foi tão bem-sucedido que transformou-se em uma turnê, e agora é um evento anual em várias cidades dos EUA.

## Escritora
Marie publicou três livros, e todos apareceram na lista de best-sellers do New York Times.

### Behind the Smile: My Journey Out
Publicado em 1º de maio de 2001, o livro discorre acerca das dificuldades que Marie enfrentou com a depressão pós-parto.

### Might As Well Laugh About It Now
Este livro tem como foco os marcos e passos em falso na vida de Marie. Foi publicado em 1º de abril de 2009, e foi co-escrito por Marcia Wilkie.

### The Key Is Love
Publicado em 2 de abril de 2013, com o subtítulo "Sabedoria de Minha Mãe, Gratidão de Uma Filha," seu livro mais recente concentra-se nos valores de sua mãe e foi co-escrito por Marcia Wilkie.

## Outros trabalhos

### Sunday Message
Marie começou a publicar uma mensagem de domingo através de sua página no Facebook e Instagram há vários anos. Desde a sua criação, o hábito cresceu em popularidade e tornou-se uma inspiração para seus muitos seguidores. Cada mensagem extrai de suas lições de vida, sabedoria adquirida através de sua família e, às vezes, citações de pessoas famosas.

### Donny & Marieno Flamingo Hotel

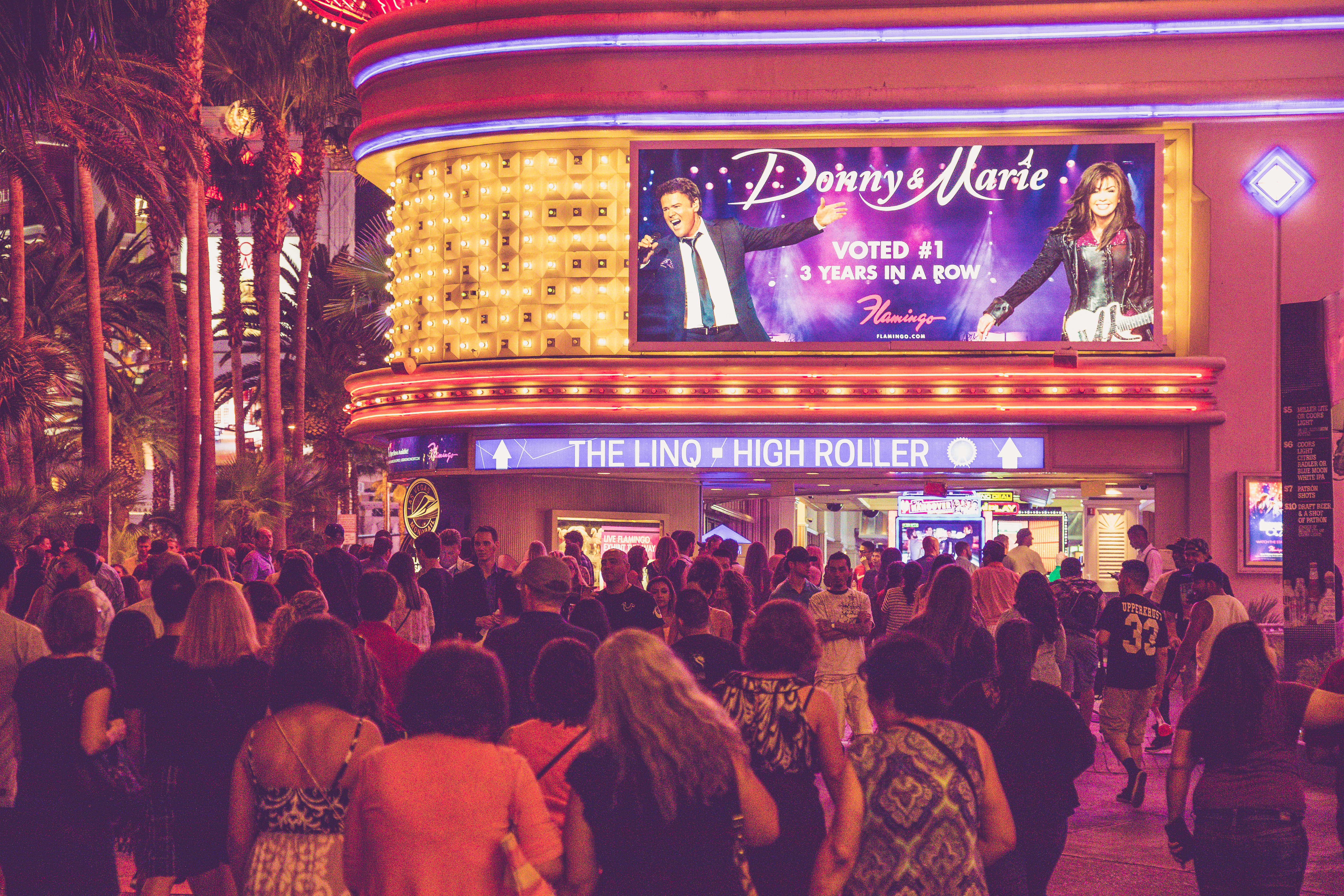
Flamingo Hotel em Las Vegas

De 2008 a 16 de novembro de 2019, o ato de irmão e irmã foi a atração principal no auditório de 750 lugares do Flamingo Hotel em Las Vegas, Nevada. Donny & Marie, um programa de variedades de 90 minutos, originalmente programado para seis semanas, continuou por onze anos com a última apresentação em 16 de novembro de 2019. Um total de 1730 apresentações, o maior número de apresentações de qualquer ato de canto na história de Las Vegas. Marie e o programa ganharam três dos prêmios Best of Las Vegas do Las Vegas Review-Journal em 2012, incluindo "Melhor Show", "Best All-Around Performer" (Donny & Marie), e "Melhor Cantor". O auditório de estilo reminiscente à Vegas antiga foi atualizado em 2014 e ganhou o nome de "Donny and Marie Showroom". Os irmãos cantores eram apoiados por oito dançarinos e uma banda de nove membros. O formato do show começou com Donny e Marie cantando juntos no início e no final do show, com segmentos solo inseridos pelo meio. Na apresentação final, eles encerraram o programa com a habitual performance de May Tomorrow Be A Perfect Day, seguida de um desejo de boa noite a todos. Várias celebridades participaram do programa final, incluindo Debbie Gibson e a co-apresentadora de Marie no The Talk.
 
|}

## Agência
Em 1976, Karl Engemann começou a agenciar as carreiras de gravação de Donny Osmond, Marie Osmond, dos Osmond Brothers e de Jimmy Osmond. Em 1979, foi escolhido como agente pessoal em várias etapas da carreira de todas as entidades dos Osmonds e, finalmente, apenas de Marie Osmond. Em dezembro de 2009, ele deixou seu trabalho com Marie devido a uma disputa legal.
Marie casou-se três vezes, duas vezes com o mesmo homem; e noivou uma vez.
Em maio de 1979, ela tornou-se noiva de Jeff Crayton, um estudante de teatro, mas em julho daquele ano eles cancelaram o noivado. Durante um episódio de Watch What Happens Live, em janeiro de 2019, ela disse ao apresentador Andy Cohen que namorou Erik Estrada por um breve período. Ela também namorou o cantor Andy Gibb por volta da mesma altura.
Osmond foi nomeada uma das mulheres do ano pelo Ladies Home Journal em 1979. O prêmio foi entregue no Ladies Home Journal Building, em Nova York.
Osmond casou-se com Stephen Lyle Craig, um jogador de basquete da Universidade Brigham Young, em 26 de junho de 1982. Seu único filho, Stephen James Craig, nasceu em 20 de abril de 1983. Os dois divorciaram-se em outubro de 1985.
Em 28 de outubro de 1986, Osmond se casou com Brian Blosil no Templo de Jordan River, em Utah. Osmond e Blosil tiveram dois filhos, Rachael Lauren (nascida em 19 de agosto de 1989) e Matthew Richard (nascido em 6 de julho de 1998). Eles também adotaram cinco filhos:

- Jessica Marie (17 de dezembro de 1987)
- Michael Bryan (4 de maio de 1991 a 26 de fevereiro de 2010)
- Brandon Warren (Novembro de 1996)
- Brianna Patricia (19 de novembro de 1997)
- Abigail Olive May (5 de setembro de 2002)

Em 30 de março de 2007, Osmond e Blosil anunciaram o divórcio. Ambas as partes divulgaram uma declaração conjunta afirmando que nenhuma delas atribuía culpa pelo divórcio.
Em 4 de maio de 2011, Osmond voltou a casar-se com seu primeiro marido, Stephen Craig, em uma pequena cerimônia no templo de Las Vegas, Nevada, usando o mesmo vestido do casamento de 1982.
Em 1999, Osmond disse sofrer de grave depressão pós-parto. Ela foi co-autora de um livro chamado Behind the Smile, com Marcia Wilkie e a Dra. Judith Moore, no qual narra suas experiências com a doença. Em agosto de 2006, vários tabloides americanos sugeriram que ela havia tentado suicídio. Esses relatórios foram negados por sua equipe de publicidade, que alegou que ela havia sofrido uma reação adversa a um medicamento que estava tomando.
Em 29 de abril de 2009, Marie disse que sua filha mais velha, Jessica, era gay e vivia em Los Angeles com sua parceira. Osmond expressou apoio à filha e aos direitos de casamento entre pessoas do mesmo sexo. Em 2013, Osmond disse que os direitos civis deveriam ser para todas as pessoas. Osmond anunciou em 7 de junho de 2019, através de seu Instagram, que Jessica se casou com sua parceira Sara em uma cerimônia civil e citou "Eu não poderia amar mais vocês duas!"
Em 23 de janeiro de 2010, o Nevada Ballet Theatre homenageou-lhe como sua "mulher do ano" em 2010, durante a gala anual do teatro.
Em 26 de fevereiro de 2010, o filho de Marie, Michael, cometeu suicídio pulando do oitavo andar de seu prédio em Los Angeles. Ele teria lutado contra a depressão e o vício, e estava em reabilitação aos 12 anos de idade. Na autópsia, não foram encontradas quaisquer drogas em seu sistema.
Maria é torcedora do Kilmarnock Football Club em Ayrshire, Escócia. O clube adotou a música "Paper Roses," escrita por Fred Spielman e Janice Torre, como seu hino. Enquanto em turnê, Osmond, que em 1973 gravou e levou a música até a primeira posição nas paradas nacionais da Billboard nos EUA, surpreendeu os jogadores do clube em junho de 2014 com um meet and greet; e também deu uma performance improvisada no Rugby Park. Além disso, assinou autógrafos para os jogadores e fãs. Em junho de 2016, ela foi convidada a tornar-se membro honorária do Rotary Club de Kilmarnock.
Osmond é filiada ao partido republicano. No entanto, ela já afirmou não ser uma pessoa política.
Em fevereiro de 2016, Marie e seu irmão Donny foram caracterizados no Madame Tussauds em Las Vegas. As figuras estão vestidas com fantasias que os irmãos doaram do show de Las Vegas.
Em 4 de outubro de 2019, Marie, juntamente com seu irmão Donny, foi homenageada pela <i>Las Vegas Walk of Stars</i>, e os dois receberam uma estrela na famosa Las Vegas Strip. A data de 4 de outubro agora é oficialmente conhecida como o dia de Donny e Marie em Las Vegas.

## Discografia
- 1973: Paper Roses
- 1974: In My Little Corner of the World
- 1975: Who's Sorry Now
- 1977: This is the Way That I Feel
- 1985: There's No Stopping Your Heart
- 1986: I Only Wanted You
- 1988: All in Love
- 1989: Steppin' Stone
- 2010: I Can Do This
- 2016: Music Is Medicine

## Filmografia
| Ano          | Título                                            | Papel                                     | Notas                                     |
| ------------ | ------------------------------------------------- | ----------------------------------------- | ----------------------------------------- |
| 1975         | Hugo the Hippo                                    | Singing Voice                             | Animated film                             |
| 1976         | Donny & Marie Osmond 1976 Christmas Show          | Herself                                   | TV special                                |
| 1976–1979    | Donny &amp; Marie (1976 TV series)                | Herself / Host / Various Characters       | 78 episodes                               |
| 1977         | Donny & Marie Osmond 1977 Christmas Show          | Herself                                   | TV special                                |
| 1978         | Goin' Coconuts                                    | Marie                                     | Feature film                              |
| 1978         | The Gift of Love                                  | Beth Atherton                             | TV film                                   |
| 1978         | Donny & Marie 1978 Christmas Show                 | Herself                                   | TV special                                |
| 1979         | Marie (TV pilot)                                  | Marie Owens                               | TV pilot episode                          |
| 1979         | Donny & Marie 1979 Christmas Special              | Herself                                   | TV special                                |
| 1980         | Marie (1980 TV series)                            | Herself / Host / Various Characters       | 6 episodes                                |
| 1980         | The Osmond Family Christmas Special               | Herself                                   | TV special                                |
| 1981         | The Osmond Family Holiday Special                 | Herself                                   | TV special                                |
| 1982         | Side by Side: The True Story of the Osmond Family | Olive Osmond                              | TV film                                   |
| 1982         | Rooster                                           | Sister Mae Davis                          | TV film pilot                             |
| 1982         | The Love Boat                                     | Maria Rosselli                            | Episodes: "The Arrangement" (Parts 1 & 2) |
| 1983         | I Married Wyatt Earp                              | Josephine 'Josie' Marcus                  | TV film                                   |
| 1984         | The Velveteen Rabbit                              | Velveteen Rabbit / Fairy Princess (voice) | TV special                                |
| 1984         | Rose Petal Place                                  | Rose Petal (voice)                        | TV special                                |
| 1985         | Rose Petal Place: Real Friends                    | Rose Petal (voice)                        | TV special                                |
| 1985         | Ripley's Believe It or Not!                       | Co-Host                                   |                                           |
| 1986         | Marie Osmond's Merry Christmas                    | Herself                                   | TV special                                |
| 1995–1996    | Maybe This Time                                   | Julia Wallace                             | 18 episodes                               |
| 1996         | Almost Perfect                                    | Herself                                   | Episode: "Heaven's Helper"                |
| 1998         | Buster &amp; Chauncey's Silent Night              | The Queen (voice)                         | Direct-to-video film                      |
| 1998–2000    | Donny &amp; Marie (1998 TV series)                | Host                                      | 32 episodes                               |
| 1999         | Diagnosis: Murder                                 | Herself                                   | Episode: "The Mouth That Roared"          |
| 1999         | O' Christmas Tree                                 | Star (voice)                              | Direct-to-video film                      |
| 2000         | Movie Stars                                       | Herself                                   | Episode: "Video Gurl"                     |
| 2007         | Dancing with the Stars (U.S. season 5)            | Contestant                                | 20 episodes (Third Place)                 |
| 2012         | Ladies and Gentlemen... Marie Osmond              | Herself                                   | TV special                                |
| 2012–2013    | Marie (talk show)                                 | Herself / Host                            | 150 episodes                              |
| 2019–present | The Talk (talk show)                              | Herself / Co-host                         | Talk show                                 |